# ستاره‌ها (موریس اشر)
ستاره‌ها (انگلیسی: Stars) طرح کنده‌کاری روی چوب اثر هنرمند هلندی موریس اشر است که در سال ۱۹۴۸ ایجاد شده. ستاره‌ها دو آفتاب‌پرست را به تصویر می‌کشد که در قفسی ساخته‌شده از چندوجهی‌ها در فضا معلقند.
گرچه ترکیب سه هشت‌وجهی که در این اثر از آن استفاده شده پیشتر در ریاضیات مورد مطالعه قرار گرفته بود، به‌نظر می‌رسد اشر آن را مستقلاً ابداع کرده‌است. طرح ستاره‌ها تحت تأثیر علاقهٔ اشر به هر دو موضوع هندسه و اخترشناسی بوده‌است. در این تصویر نظم آسمانی اشکال هندسی در تضاد با پیچیدگی آشوب‌وار ارگان‌های زیست‌شناسی قرار دارد.